# Team Felt Felbermayr
Das Team Felt Felbermayr war ein österreichisches Radsportteam in der oberösterreichischen Stadt Wels.

## Organisation und Geschichte
Die Mannschaft wurde 2004 unter dem Namen Radclub-Resch & Frisch Eybl Wels gegründet. Seit 2005 besitzt sie eine UCI-Lizenz als UCI Continental Team, mit der sie hauptsächlich an Rennen der UCI Europe Tour teilnimmt. Manager ist Daniel Repitz, der seit 2023 vom Sportlicher Leiter Rupert Hödlmoser unterstützt wurde. Nach zehn Jahren Zusammenarbeit mit Simplon wurde die Mannschaft 2024 mit Fahrrädern der Marke Felt ausgestattet. Sportlich verstärkte sich das Team 2024 mit mehreren Fahren, unter anderen mit den aus dem Profiradsport kommenden Hermann Pernsteiner und Sebastian Schönberger, um den Aufstieg zum UCI ProTeam in Angriff zu nehmen. Mit 12 Saisonsiegen war das Team im September 2024 zweitbestes Continental Team.
Nach dem Ausstieg des Hauptsponsors Pierer Mobility fehlten jedoch 400.000 Euro, um den Rennbetrieb für 2025 zu sichern. Da die Suche nach einem weiteren Sponsor ohne Erfolg blieb, wurde das Team nach der Saison 2024 aufgelöst.

## Saison 2024
Mannschaft
| Teamkader 2024          | Teamkader 2024     | Teamkader 2024 | Teamkader 2024                  |
| Name                    | Geburtsdatum       | Land           | Vorheriges Team                 |
| ----------------------- | ------------------ | -------------- | ------------------------------- |
| Piotr Brożyna           | 17. Februar 1995   | Polen          | Voster ATS Team (2023)          |
| Josef Dirnbauer         | 27. Juni 1998      | Österreich     |                                 |
| Daniel Federspiel       | 21. April 1987     | Österreich     | Team Vorarlberg (2021)          |
| Miguel Heidemann        | 27. Januar 1998    | Deutschland    | Leopard TOGT Pro Cycling (2023) |
| Dominik Hödlmoser       | 27. September 2005 | Österreich     |                                 |
| Michael Kukrle          | 17. November 1994  | Tschechien     | Elkov-Kasper (2022)             |
| Hermann Pernsteiner     | 7. August 1990     | Österreich     | Bahrain Victorious (2023)       |
| Jakob Purtscheller      | 9. Juli 2004       | Österreich     |                                 |
| Julian Pöchacker        | 26. November 1999  | Österreich     |                                 |
| Matthias Reutimann      | 15. November 1994  | Schweiz        | Team Vorarlberg (2022)          |
| Felix Ritzinger         | 23. Dezember 1996  | Österreich     | WSA KTM Graz p/b Leomo (2022)   |
| Sebastian Schönberger   | 14. Mai 1994       | Österreich     | Human Powered Health (2023)     |
| Patryk Stosz            | 15. Juli 1994      | Polen          | Voster ATS Team (2023)          |
| Tom Wirtgen             | 4. März 1996       | Luxemburg      | Global 6 Cycling (2023)         |
| Emanuel Zangerle        | 24. September 2000 | Österreich     | Tirol KTM Cycling Team (2022)   |
| Riccardo Zoidl          | 8. April 1988      | Österreich     | Team Vorarlberg (2022)          |
|                         |                    |                |                                 |
| Quelle: ProCyclingStats |                    |                |                                 |

Erfolge
| Siege    | Siege                                                          | Siege        | Siege  | Siege           | Siege |
| Datum    | Rennen                                                         | Staat        | Klasse | Sieger          |       |
| -------- | -------------------------------------------------------------- | ------------ | ------ | --------------- | ----- |
| 16. Mai  | Griechenland-Rundfahrt, 2. Etappe                              | Griechenland | 2.1    | Felix Ritzinger |       |
| 17. Mai  | Griechenland-Rundfahrt, 3. Etappe                              | Griechenland | 2.1    | Riccardo Zoidl  |       |
| 19. Mai  | Griechenland-Rundfahrt, Gesamtwertung                          | Griechenland | 2.1    | Riccardo Zoidl  |       |
| 1. Jun.  | Tour of Małopolska, 2. Etappe                                  | Polen        | 2.2    | Felix Ritzinger |       |
| 2. Jun.  | Tour of Małopolska, Gesamtwertung                              | Polen        | 2.2    | Riccardo Zoidl  |       |
| 2. Jun.  | Tour of Małopolska, 3. Etappe                                  | Polen        | 2.2    | Riccardo Zoidl  |       |
| 14. Jun. | Tour de Maurice, Gesamtwertung                                 | Mauritius    | 2.2    | Piotr Brożyna   |       |
| 26. Jun. | Course de Solidarność et des champions olympiques, 1. a Etappe | Polen        | 2.2    | Patryk Stosz    |       |

## Saison 2023
Mannschaft
| Teamkader 2023                     | Teamkader 2023     | Teamkader 2023 | Teamkader 2023                |
| Name                               | Geburtsdatum       | Land           | Vorheriges Team               |
| ---------------------------------- | ------------------ | -------------- | ----------------------------- |
| Manuel Bosch                       | 28. April 1989     | Österreich     | Hrinkow Advarics (2022)       |
| Josef Dirnbauer                    | 27. Juni 1998      | Österreich     |                               |
| Daniel Federspiel                  | 21. April 1987     | Österreich     | Team Vorarlberg (2021)        |
| Marco Friedrich (1. Jan.–31. Mär.) | 16. Februar 1998   | Österreich     | Tirol KTM Cycling Team (2020) |
| Florian Kierner                    | 17. Mai 1999       | Österreich     |                               |
| Michael Kukrle                     | 17. November 1994  | Tschechien     | Elkov-Kasper (2022)           |
| Martin Meiler                      | 19. März 1998      | Deutschland    | Team Vorarlberg (2022)        |
| Jakob Purtscheller                 | 9. Juli 2004       | Österreich     |                               |
| Matthias Reutimann                 | 15. November 1994  | Schweiz        | Team Vorarlberg (2022)        |
| Felix Ritzinger                    | 23. Dezember 1996  | Österreich     | WSA KTM Graz p/b Leomo (2022) |
| Emanuel Zangerle                   | 24. September 2000 | Österreich     | Tirol KTM Cycling Team (2022) |
| Riccardo Zoidl                     | 8. April 1988      | Österreich     | Team Vorarlberg (2022)        |
|                                    |                    |                |                               |
| Quelle: ProCyclingStats            |                    |                |                               |

Erfolge
| Siege    | Siege                                               | Siege   | Siege  | Siege          | Siege |
| Datum    | Rennen                                              | Staat   | Klasse | Sieger         |       |
| -------- | --------------------------------------------------- | ------- | ------ | -------------- | ----- |
| 12. Aug. | Memoriał Henryka Łasaka                             | Polen   | 1.2    | Michael Kukrle |       |
| 13. Aug. | Memoriał Jana Magiery                               | Polen   | 1.2    | Michael Kukrle |       |
| 1. Sep.  | Giro della Regione Friuli Venezia Giulia, 2. Etappe | Italien | 2.2    | Michael Kukrle |       |

## Saison 2022
Mannschaft
| Teamkader 2022               | Teamkader 2022     | Teamkader 2022 | Teamkader 2022                        |
| Name                         | Geburtsdatum       | Land           | Vorheriges Team                       |
| ---------------------------- | ------------------ | -------------- | ------------------------------------- |
| Andi Bajc (1. Jan.–24. Feb.) | 14. November 1988  | Slowenien      | My Bike-Stevens (2018)                |
| Jack Burke                   | 12. Juni 1995      | Kanada         | Union Raiffeisen Radteam Tirol (2021) |
| Josef Dirnbauer              | 27. Juni 1998      | Österreich     |                                       |
| Daniel Federspiel            | 21. April 1987     | Österreich     | Team Vorarlberg (2021)                |
| Marco Friedrich              | 16. Februar 1998   | Österreich     | Tirol KTM Cycling Team (2020)         |
| Florian Gamper(Anm.)         | 3. August 1999     | Österreich     | Tirol KTM Cycling Team (2021)         |
| Mario Gamper                 | 3. August 1999     | Österreich     | Union Raiffeisen Radteam Tirol (2021) |
| Florian Kierner              | 17. Mai 1999       | Österreich     |                                       |
| Daniel Lehner                | 14. April 1994     | Österreich     | Team Vorarlberg (2016)                |
| Matthias Mangertseder        | 24. November 1998  | Deutschland    | Maloja Pushbikers (2020)              |
| Fabian Steininger            | 12. September 2000 | Österreich     | Union Raiffeisen Radteam Tirol (2021) |
| Adrian Stieger               | 13. Juli 2003      | Österreich     |                                       |
| Daniel Turek                 | 19. Januar 1993    | Tschechien     | Israel Cycling Academy (2020)         |
| Moran Vermeulen              | 14. Juni 1997      | Österreich     | WSA KTM Graz (2019)                   |
|                              |                    |                |                                       |
| Quelle: ProCyclingStats      |                    |                |                                       |

Anmerkung: Florian Gamper, Karriereende des Sportlers

Erfolge
- keine -

## Saison 2021
Erfolge in den UCI Continental Circuits
| Datum    | Rennen                             | Kat. | Sieger       |
| -------- | ---------------------------------- | ---- | ------------ |
| 11. Juni | 1. Etappe Oberösterreich-Rundfahrt | 2.2  | Daniel Turek |

## Saison 2020
Erfolge in den UCI Continental Circuits
| Datum       | Rennen                    | Kat. | Sieger         |
| ----------- | ------------------------- | ---- | -------------- |
| 22. Februar | 3. Etappe Tour of Antalya | 2.1  | Riccardo Zoidl |

## Saison 2019
Erfolge in der UCI Europe Tour
| Datum      | Rennen                               | Kat. | Sieger          |
| ---------- | ------------------------------------ | ---- | --------------- |
| 9.–12. Mai | Gesamtwertung Rhône-Alpes Isère Tour | 2.2  | Matthias Krizek |

## Saison 2018
Erfolge in der UCI Europe Tour
| Datum         | Rennen                                  | Kat. | Sieger           |
| ------------- | --------------------------------------- | ---- | ---------------- |
| 1. April      | GP Adria Mobil                          | 1.2  | Filippo Fortin   |
| 4. Mai        | 2. Etappe Rhône-Alpes Isère Tour        | 2.2  | Filippo Fortin   |
| 5. Mai        | 3. Etappe Rhône-Alpes Isère Tour        | 2.2  | Stephan Rabitsch |
| 3.–6. Mai     | Gesamtwertung Rhône-Alpes Isère Tour    | 2.2  | Stephan Rabitsch |
| 10. Mai       | 2. Etappe Fléche du Sud                 | 2.2  | Filippo Fortin   |
| 19. Mai       | 2. Etappe Paris-Arras Tour              | 2.2  | Stephan Rabitsch |
| 18.–20. Mai   | Gesamtwertung Paris-Arras Tour          | 2.2  | Stephan Rabitsch |
| 2. Juni       | 2. Etappe Szlakiem Walk Majora Hubala   | 2.1  | Lukas Schlemmer  |
| 3. Juni       | 4. Etappe Szlakiem Walk Majora Hubala   | 2.1  | Filippo Fortin   |
| 14. Juni      | 1. Etappe Oberösterreich-Rundfahrt      | 2.2  | Stephan Rabitsch |
| 15. Juni      | 2. Etappe Oberösterreich-Rundfahrt      | 2.2  | Filippo Fortin   |
| 16. Juni      | 3. Etappe Oberösterreich-Rundfahrt      | 2.2  | Stephan Rabitsch |
| 14.–17. Juni  | Gesamtwertung Oberösterreich-Rundfahrt  | 2.2  | Stephan Rabitsch |
| 21.–24. Juni  | Gesamtwertung Tour de Savoie Mont-Blanc | 2.2  | Riccardo Zoidl   |
| 10. August    | 2. Etappe Czech Cycling Tour            | 2.1  | Riccardo Zoidl   |
| 12. August    | 4. Etappe Czech Cycling Tour            | 2.1  | Filippo Fortin   |
| 9.–12. August | Gesamtwertung Czech Cycling Tour        | 2.1  | Riccardo Zoidl   |

## Saison 2017
Erfolge in der UCI Europe Tour
| Datum       | Rennen                                       | Kat. | Sieger           |
| ----------- | -------------------------------------------- | ---- | ---------------- |
| 31. März    | 1. Etappe Le Triptyque des Monts et Chateaux | 2.2  | Daniel Auer      |
| 9. April    | 4. Etappe Circuit des Ardennes               | 2.2  | Riccardo Zoidl   |
| 26. Mai     | 3. Etappe Flèche du Sud                      | 2.2  | Riccardo Zoidl   |
| 24.–28. Mai | Gesamtwertung Flèche du Sud                  | 2.2  | Matija Kvasina   |
| 8. Juni     | 1. Etappe Oberösterreich-Rundfahrt           | 2.2  | Stephan Rabitsch |
| 8.–11. Juni | Gesamtwertung Oberösterreich-Rundfahrt       | 2.2  | Stephan Rabitsch |

Nationale Straßen-Radsportmeister
| Datum    | Rennen                                      | Fahrer         |
| -------- | ------------------------------------------- | -------------- |
| 24. Juni | Kroatische Meisterschaft – Einzelzeitfahren | Matija Kvasina |

Mannschaft
| Teamkader 2017          | Teamkader 2017    | Teamkader 2017 | Teamkader 2017                      |
| Name                    | Geburtsdatum      | Land           | Vorheriges Team                     |
| ----------------------- | ----------------- | -------------- | ----------------------------------- |
| Daniel Auer             | 26. Oktober 1994  | Österreich     | WSA-Greenlife (2015)                |
| Markus Eibegger         | 16. Oktober 1984  | Österreich     | Synergy Baku Cycling Project (2015) |
| Matija Kvasina          | 4. Dezember 1981  | Kroatien       | Synergy Baku Cycling Project (2016) |
| Daniel Lehner           | 14. April 1994    | Österreich     | Team Vorarlberg (2016)              |
| Matthias Mangertseder   | 24. November 1998 | Deutschland    |                                     |
| Marcel Neuhauser        | 25. Februar 1997  | Österreich     | Tirol Cycling Team (2016)           |
| Stephan Rabitsch        | 28. Juni 1991     | Österreich     | Amplatz-BMC (2014)                  |
| Johannes Schinnagel     | 29. Mai 1996      | Deutschland    |                                     |
| Lukas Schlemmer         | 5. März 1995      | Österreich     | WSA-Greenlife (2016)                |
| Jannik Steimle          | 4. April 1996     | Deutschland    |                                     |
| Georg Zimmermann        | 11. Oktober 1997  | Deutschland    |                                     |
| Riccardo Zoidl          | 8. April 1988     | Österreich     | Trek-Segafredo (2016)               |
|                         |                   |                |                                     |
| Quelle: ProCyclingStats |                   |                |                                     |

## Saisons 2010 bis 2016
- Team Felbermayr Simplon Wels/Saison 2016
- Team Felbermayr Simplon Wels/Saison 2015
- Team Gourmetfein Simplon Wels/Saison 2014
- Team Gourmetfein Simplon/Saison 2013
- RC ARBÖ Gourmetfein Wels/Saison 2012
- RC ARBÖ Gourmetfein Wels/Saison 2011
- ARBÖ Gourmetfein Wels/Saison 2010

## Platzierungen in UCI-Ranglisten
UCI-Weltrangliste
| World Ranking | World Ranking | World Ranking           | World Ranking |
| Jahr          | Teamwertung   | Einzelwertung           |               |
| ------------- | ------------- | ----------------------- | ------------- |
| 2016          | —             | Markus Eibegger (205. ) |               |
| 2017          | —             | Riccardo Zoidl (383. )  |               |
| 2018          | —             | Riccardo Zoidl (190. )  |               |
| 2019          | 146.          | Matthias Krizek (878. ) |               |
| 2020          | 85.           | Filippo Fortin (414. )  |               |
| 2021          | 75.           | Riccardo Zoidl (427. )  |               |
| 2022          | 185.          | Jack Burke (1749. )     |               |
| 2023          | 103.          | Michael Kukrle (578. )  |               |
| 2024          | 33.           | Patryk Stosz (408. )    |               |
|               |               |                         |               |
| Quelle: UCI   |               |                         |               |

UCI America Tour
| Saison    | Mannschaftswertung | Fahrerwertung        |
| --------- | ------------------ | -------------------- |
| 2009–2011 | –                  | –                    |
| 2012      | 27.                | Riccardo Zoidl (70.) |
| 2013–2016 | –                  | –                    |

UCI Asia Tour
| Saison    | Mannschaftswertung | Fahrerwertung        |
| --------- | ------------------ | -------------------- |
| 2009–2013 | –                  | –                    |
| 2014      | 71.                | Mario Schoibl (230.) |
| 2015      | –                  | –                    |
| 2016      | 88.                | Daniel Auer (512.)   |

UCI Europe Tour
| Saison | Mannschaftswertung | Fahrerwertung           |
| ------ | ------------------ | ----------------------- |
| 2009   | 80.                | Martin Riška (381.)     |
| 2010   | 87.                | Rupert Probst (567.)    |
| 2011   | 84.                | Riccardo Zoidl (302.)   |
| 2012   | 51.                | Riccardo Zoidl (206.)   |
| 2013   | 5.                 | Riccardo Zoidl (1.)     |
| 2014   | 28.                | Patrick Konrad (58.)    |
| 2015   | 21.                | Gregor Mühlberger (28.) |
| 2016   | 32.                | Markus Eibegger (75.)   |
| 2017   | 42.                | Riccardo Zoidl (195.)   |
| 2018   | 30.                | Riccardo Zoidl (69.)    |